# Gregoire Lake Estates
Gregoire Lake Estates est un hameau (hamlet) de Wood Buffalo (municipalité spécialisée), situé dans la province canadienne d'Alberta.

## Démographie
En tant que localité désignée dans le recensement de 2011, Gregoire Lake Estates a une population de 188 habitants dans 70 de ses 79 logements, soit une variation de -2.1% par rapport à la population de 2006. Avec une superficie de 0,221 9 km2, le hameau possède une densité de population de 847,228 5 hab/km2 en 2011.
Concernant le recensement de 2006, Gregoire Lake Estates abritait 192 habitants dans 71 de ses 84 logements. Avec une superficie de 0,221 9 km2, le hameau possédait une densité de population de 865,3 hab/km2 en 2006.